# إيرا فازيرا
فازيرا بنت وان تشيك (بالملايوية: Fazira binti Wan Chek)‏ أو إيرا فازيرا (بالملايوية: Erra Fazira)‏ ممثلة ومغنية ماليزية وسعيدة أعمال من مواليد 9 فبراير 1974.

## فيلم
- طيب الرائحة (2019)
- شارك رايا (2022)

## روابط خارجية
- إيرا فازيرا على موقع IMDb (الإنجليزية)
- إيرا فازيرا على موقع ميوزك برينز (الإنجليزية)
- إيرا فازيرا على موقع ديسكوغز (الإنجليزية)
- إيرا فازيرا على موقع قاعدة بيانات الفيلم (الإنجليزية)